# 원주시의 지질

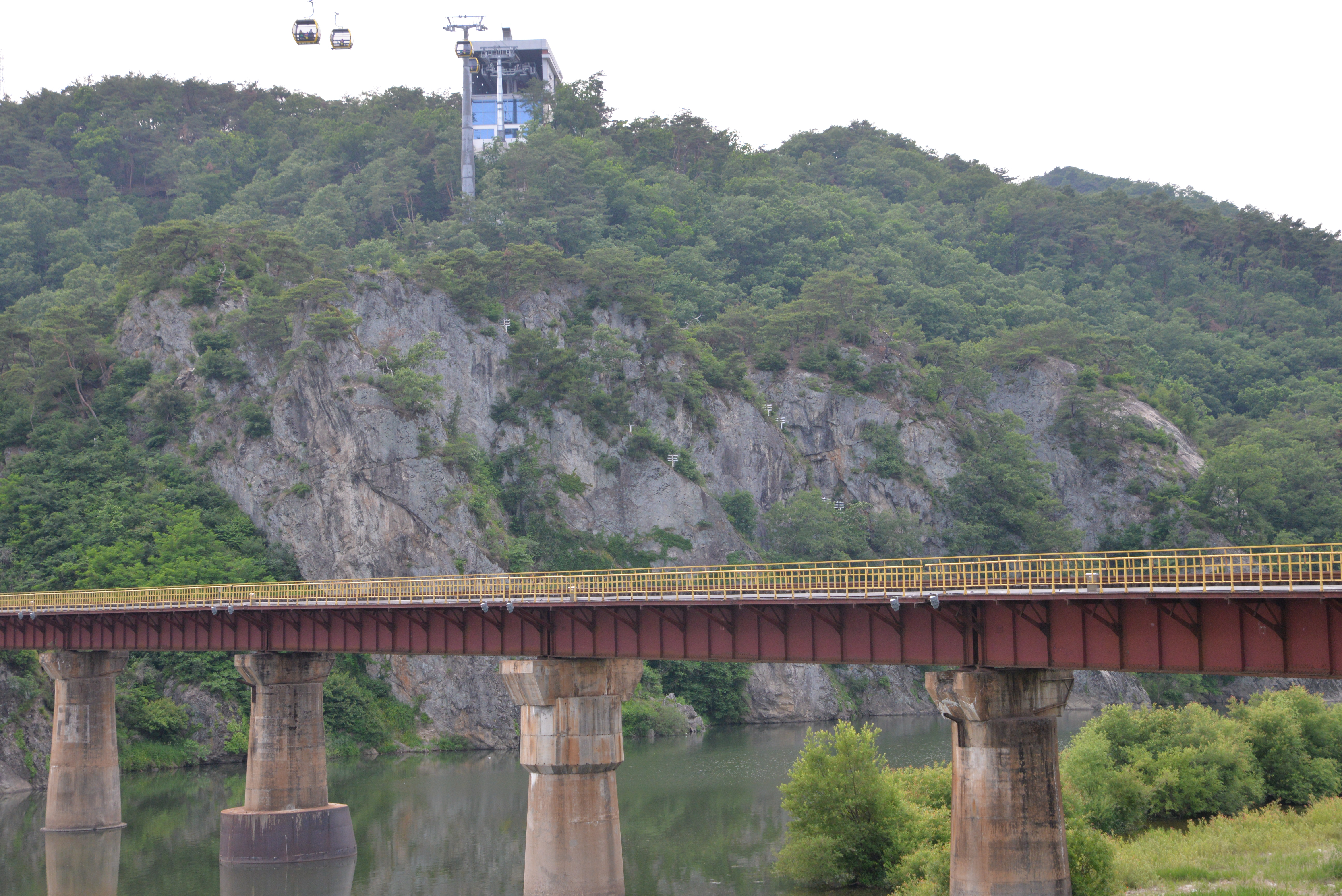
원주시 지정면 간현리 간현관광지의 흑운모 화강암

본 문서에서는 대한민국 강원특별자치도 원주시의 지질에 대해 설명한다. 

## 개요
강원특별자치도 원주시는 경기 지괴/경기 육괴 중부에 위치하며 원주시의 지질은 대부분 중생대 쥐라기의 대보 화강암으로 구성되고 치악산~신림면~백운산 (강원/충북) 지역에는 경기 육괴의 기반암인 선캄브리아기 편마암이 분포한다. 원주시 북서부에는 금왕 단층이 북동-남서 방향으로 통과하며 원주시 내 4개 지점에서 발견된 노두에 대해 ESR 연대측정을 실시한 결과 금왕 단층이 약 83~24만 년 전에 활동한 것으로 드러났다.
1:5만 지질도폭 상으로, 
- 원주 지질도폭(1989) 중·남부 (지정면, 호저면, 소초면 서부, 시가지 단계동-행구동 북부)[2]
- 안흥 지질도폭(2011) 남서부 (소초면 동부, 치악산)[3]
- 문막 지질도폭(1989) 대부분 (문막읍, 흥업면, 부론면, 귀래면, 판부면 서부, 백운산 (강원/충북))[4]
- 신림 지질도폭(1974) 중·서부 (판부면 동부, 신림면)[5]

에 해당한다. 

## 선캄브리아기편마암
강원특별자치도 원주시~치악산~횡성군 지역에는 선캄브리아기 편마암 복합체가 경기도의 주 분포지와 떨어져 독립적으로 분포하는데, 이들도 경기 육괴의 연장으로 간주된다. 원주시 백운산~치악산 지역의 선캄브리아기 암석은 흑운모 편마암, 미그마타이트질(혼성암질) 편마암, 화강암질 편마암(화강편마암) 등 다양한 종류의 편마암으로 구성되며 여기에 편암과 석회암이 같이 분포한다.

### 치악산 편마암 (흑운모 편마암류)
치악산 일대의 편마암은 신림 지질도폭(1974)에서 퇴적원변성암류 흑운모편마암류, 안흥 지질도폭(2011)에서 치악산 편마암으로 기재하였다. 이 편마암은 주로 호상 구조가 뚜렷한 흑운모 편마암과 미그마타이트질(혼성암질) 편마암으로 구성되며 이외에 화강암질 편마암(화강편마암), 석영-장석질 편마암, 거정질 편마암, 반상질 편마암, 우백질 편마암 등 다양한 암상으로 구성된다.
안흥리 지질도폭(2011)에서 치악산 편마암의 미그마타이트질 편마암에 대해 SHRIMP 저어콘 U-Pb 연대 측정 결과 치악산 편마암은 약 19~20억년 전(2070~1960 Ma, 고원생대 라이악스기~오로세이라기)에 퇴적되었으며 이후 약 18억 6천만년 전(1860 Ma, 고원생대 오로세이라기)에 변성작용과 화강암화 작용을 받아 현재의 치악산 편마암을 형성한 것으로 추정된다. 이병춘과 오창환(2024)에 의하면 치악산 편마암의 근원암은 적어도 고원생대 라이악스기(2300~2050 Ma) 이후에 퇴적되었으며, 이들 암석에서 고원생대 오로세이라기(1923 Ma)와 페름기~트라이아스기(278 Ma, 229.9 Ma)에 해당하는 변성연령이 확인되었다. 그리고 변성 진화과정을 전진, 정점, 후퇴 변성으로 구분하였다.

### 금대리 편암
금대리 편암은 원주시 판부면 금대리를 중심으로 대략 남-북 방향으로 분포하는 편암 지층으로 주로 흑운모 편암으로 구성되며 (회)백색의 결정질 석회암, 석화규산염암(limesilicate rock), 각섬석편암, 석영편암, 규암 등을 협재하여 니질 및 석회질 암석이 광역변성작용을 받은 것으로 추정된다.

### 신림 석회암
신림 석회암은 원주시 신림면 신림리 일대에 분포하는 석회암 지층이다. 중앙고속도로 신림 나들목 앞에서 신림 석회암의 노두가 드러나 있으며 신림리에 이 석회암을 채굴하는 강원 도로마이트 광산(도로명주소: 원주시 신림면 역골길 96)이 있다.

## 원주 섬록암
원주 섬록암은 금교역 지역에서 관설동을 지나 행구동까지 이어지는 화강섬록암 또는 섬록암맥으로, 금대리 편암층의 편리에 평행하게 관입하였으며 암흑색을 띤다. 문막(1989) 및 신림(1974) 지질도폭에서는 지질시대를 쥐라기로 보았으나 안흥 지질도폭(2011)에서는 섬록암을 관입한 우백질 화강암맥에 대해 SHRIMP U-Pb 저어콘 연대측정을 실시한 결과 220~240 Ma의 결과를 얻어, 섬록암의 연대를 잠정적으로 트라이아스기로 추정하였다.

## 쥐라기대보 화강암
대보 화강암은 한반도 내 경기 육괴 지역에서 선캄브리아기 기반암을 관입한 중생대 쥐라기의 화강암이다. 이 화강암은 멀리는 충청남도와 전라도 지역에서부터 이어져 온 거대한 저반암체의 일부로, 원주시를 지나 횡성군에서 분포지가 두 갈래로 나누어져 한쪽은 인제 단층과 금왕 단층 사이에 끼어 설악산과 고성군 지역까지 이어지고, 다른 한쪽은 영동고속도로를 따라 평창군 북부를 지나 강릉시까지 이어진다. 

### 절대 연령
원주시 내에서 대보 화강암은 지정면, 문막읍, 부론면, 귀래면, 흥업면, 원주시 시가지와 소초면, 호저면 등 원주시 대부분의 지역에 넓게 분포하며 원주 지질도폭(1989)에서는 흑운모 화강암, 문막 지질도폭(1989)에서는 거정질 흑운모화강암, 안흥 지질도폭(2011)에서는 화강섬록암으로 분류되었다. SHRIMP U-Pb 연대측정 결과는 안흥 지질도폭(2011) 172.6±1.4 Ma (쥐라기 중기 알레니안) 한국지질자원연구원(2024) 187.2 Ma (쥐라기 전기 플리엔스바치안)이다.

### 지하수
원주시 귀래면 귀래리의 코리워터스(도로명주소: 원주시 귀래면 북원로 875, 지번: 원주시 귀래면 귀래리 49-2)는 대보 화강암 거정질 흑운모화강암 내에 1개 취수공을 뚫어 일 155톤의 지하수를 생산한다. 이 생수공장은 2024년 상반기에 수질검사 결과 브롬산염이 수질 기준(0.01 mg/L)을 초과하는 0.0147 mg/L이 검출되었다.

### 시추공
한국지질자원연구원(2024)은 원주시 태장동 지역의 대보 화강암에서 757.3 m 깊이까지 시추공을 뚫어 암석의 지구과학적 특성을 조사하였다. 화강암 내에는 부분적으로 포유암(Enclave)이 있고 파쇄대 및 암맥과 광맥(vein)이 발달하며 19개의 단층 발달이 확인되었다. 또한 시추공 주변 지역에서 야외 지질 조사를 실시하여 12개 지점에서 화강암 노두를 기재하였다.
| 좌표                                                                      | 행정구역             | 위치                         | 지질구조 (주향/경사)                                                                                            |
| ------------------------------------------------------------------------- | -------------------- | ---------------------------- | --- |
| 북위 37° 25′ 36.2″ 동경 128° 00′ 17.8″ / 북위 37.426722° 동경 128.004944° | 원주시 소초면 평장리 | 소초면 평장골말길 8-25 북측  | 단층마찰면(북동 34°/수직) 및 반화강암 암맥(15 cm, 북서 80°/수직)                                                |
| 북위 37° 24′ 17.1″ 동경 127° 56′ 31.9″ / 북위 37.404750° 동경 127.942194° | 원주시 태장동        | 태장공단길 69                | 단층(북동 29°/북서 80°), 부차 단층(남-북/동 75°) 석영맥(2.5 m, 북서 24°/북동 29°), 반화강암 암맥(북동 58°/수직) |
| 북위 37° 24′ 29.4″ 동경 127° 56′ 31.3″ / 북위 37.408167° 동경 127.942028° | 원주시 소초면 장양리 | 가현로 도로변                | 단층(동-서/남 54°)                                                                                              |
| 북위 37° 20′ 21.4″ 동경 127° 59′ 56.9″ / 북위 37.339278° 동경 127.999139° | 원주시 행구동        | 원주시 행구덕현길 39-15 남측 | 절리 |
| 북위 37° 25′ 13.4″ 동경 127° 55′ 40.4″ / 북위 37.420389° 동경 127.927889° | 원주시 호저면 주산리 | 호저면 막골길 81-9 동측      | 석영반암 |
| 북위 37° 21′ 08.0″ 동경 127° 54′ 17.0″ / 북위 37.352222° 동경 127.904722° | 원주시 호저면 만종리 | 호저면 감박산길 45-1         | 절리, 석영맥 |

여주시의 대보 화강암
- 원주시 문막읍 반계리 반계저수지 지방도 제349호선 도로변
- 원주시 문막읍 반계리 반계저수지 지방도 제349호선 도로변
북위 37° 17′ 41.6″ 동경 127° 46′ 26.6″ / 북위 37.294889°  동경 127.774056°
- 원주시 문막읍 반계리 반계저수지 지방도 제349호선 도로변
- 원주시 문막읍 반계리 반계저수지 지방도 제349호선 도로변
- 원주시 지정면 간현리 간현관광지, 간현교 북서측
- 원주시 지정면 간현리 간현관광지, 간현교 남서측 섬강 하상

## 백악기

### 학담리층
학담리층은 횡성군 공근면 학담리를 표식지로 하여 원주시 호저면 고산리에서 횡성군 공근면 청곡리까지 북동-남서 방향으로 소규모 분포하는 중생대 백악기의 퇴적암 지층으로, 경상 누층군에 대비된다. 학담리층은 자색의 역암과 알코스사암 및 셰일로 구성되며 대보 화강암을 부정합으로 덮고 석영반암과 중성암맥에 관입당했다. 지층의 주향은 북동 40~50°, 경사는 북서 20~30°이다.

### 관입암
화강반암은 호저면 소군산(480 m)과 고산리 지역에 암주 내지 암맥 형태로 관입해 있으며 유색 광물이 거의 없어 담갈색을 띤다. 석영반암은 화강반암과 점이적이며 풍화 침식에 강하다. 석영맥은 호저면 일대에 관입해 있으며 석영 또는 장석으로만 구성된다.

## 금왕 단층
기존의 원주 지질도폭(1989)에서는 단층의 존재가 보고되지 않았고 다만 원주시 호저면 고산리 지역에 분포하는 백악기 퇴적암 지층 학담리층에서 다수의 미세 단층들이 발견되었으며 이는 입암저수지 도로변의 자색 셰일에서 관찰할 수 있다. 단층의 대표적인 주향은 북서 70~75°및 북동 65°이며 경사는 남서 내지 북사 75°및 북동 70°이다.
김만재와 이희권(2017)에 의해 아래 4개 지점에서 금왕 단층의 노두가 발견되었다. ESR 연대측정 결과 이 지역에서의 부수 단층으로부터 분석된 금왕 단층의 활동시기는 약 83~24만 년 전이며 플라이스토세 동안 약 16~5만년의 장주기를 가지고 반복적으로 재활동하였음이 드러났다.

### 반계리 지점
문막읍 반계리 지점(북위 37° 17′ 40.97″ 동경 127° 46′ 25.97″ / 북위 37.2947139°  동경 127.7738806° )에는 흑운모 화강암에 주향 북동 40°, 경사 남동 84°의 부수 단층이 발달하며 약 3 cm 두께의 단층비지띠가 있다. 이곳에서 약 50 m 떨어진 노두(북위 37° 17′ 39.80″ 동경 127° 46′ 28.71″ / 북위 37.2943889°  동경 127.7746417° )에는 흑운모 화강암에 주향 북동 25°, 경사 북서 65° 방향의 부수 단층이 약 4 cm 두께의 단층비지띠로 발달한다. ESR 연대측정 결과는 전자가 830±80 ka, 후자가 320±50 ka이다.

### 안창리 지점
지정면 안창리 지점(북위 37° 21′ 50.18″ 동경 127° 49′ 49.07″ / 북위 37.3639389°  동경 127.8302972° )에는 흑운모 화강암으로부터 유래된 파쇄암 내에 단층비지(Gouge)가 중첩되어 형성된 약 25 m 폭의 단층핵이 발달되어 있다. 단층핵의 북서쪽 경계부에는 약 4 m 폭의 단층비지대가 발달하며, 남동쪽 경계부에는 약 6 m 폭의 단층비지대가 발달한다. 그 사이에는 흑운모 화강암에서 유래된 파쇄암이 잔유물로 남아있다. 단층손상대 내에 발달한 주향 북동 48°, 경사 남동 76°의 부수 단층에서 채취한 시료의 ESR 연대측정 결과는 340±40 ka이며, 남동쪽 단층비지대와 파쇄암의 경계에서 채취한 시료의 ESR 연대측정 결과는 520±60 ka이다.

### 월송리 지점
지정면 월송리 지점(북위 37° 23′ 40.40″ 동경 127° 51′ 45.01″ / 북위 37.3945556°  동경 127.8625028° )에는 흑운모 화강암 내에 주향 북동 8°, 경사 북서 77°와 주향 북동 14°, 경사 남동 76° 방향의 부수 단층들이 발달한다. 여러 개의 단층비지 시료에서 확인된 ESR 연대는 330±50 ka 및 290±20 ka이다.

### 고산리 지점
호저면 고산리 지점(북위 37° 28′ 11.01″ 동경 127° 54′ 42.97″ / 북위 37.4697250°  동경 127.9119361° )에는 화강반암 내에 주향 북동 25°, 경사 북서 65°의 부수 단층이 발달되어 있다. 최대 ESR 연대는 240±30 ka이다.

## 같이 보기
- 한국의 지질
- 경기 지괴/경기 육괴
- 금왕 단층